# مجمع اللغة والأدب الفارسي
مجمع اللغة الفارسية وآدابها (بالفارسية: فرهنگستان زبان و ادب فارسی)، ويختصر بأكاديمية إيران (فرهنگستان ایران)، هو مجمع للغة فارسية في إيران ويقع مقره في العاصمة طهران، وقد أسس المجمع بتاريخ 20 مايو 1935 في عهد الشاه الراحل رضا بهلوي، ويهدف هذا المجمع إلى الحفاظ على اللغة والثقافة الفارسية، بالإضافة إلى محاولة التخلص من المفردات الأجنبية كما كان الأمر مع الحقبة الأتاتوركية في تركيا، وأشهر الأعلام التي عرفت بقوة في الثقافة الفارسية كان فردوسي.

## تاريخ
في سنة 1871 كانت أول انتباه رسمي للمثقفين الفُرُس، وهي حماية اللغة الفارسية ومفرداتها من التأثيرات الأجنبية، وتوحيد وتحسين النطق باللغة الفارسية، وكان ذلك في فترة ناصر الدين شاه القاجاري، وأمر مظفر الدين شاه بإنشاء أول جمعية لحفظ اللغة الفارسية سنة 1903، وأسس الجمعية باسم الجمعية العامة للكلمات (لغت انجمن علمی) سنة 1911، وأطلق عليه لقب أكاديمية كاتوزيان (فرهنگ کاتوزیان).
وفي سنة 2005، أعلن مجمع اللغة والأدب الفارسي تغيير التسمية الإنجليزية من بِيِرشَن لانغويتش (بالإنجليزية: Persian Language)‏ إلى فَارْسِي (Farsi).